# Clémentine Poidatz
Pour les articles homonymes, voir Poidatz.
Clémentine Poidatz est une actrice française née le 19 juin 1981 à Paris 13e.

## Biographie
Clémentine Poidatz a étudié à la classe libre du Cours Florent puis au Conservatoire national supérieur d'art dramatique, où elle avait comme camarade Louis Garrel[réf. nécessaire], qu'elle retrouve en tête d'affiche de La Frontière de l'aube, en compétition à Cannes 2008.
Elle fait partie des révélations des César 2009.

## Filmographie

### Cinéma
- 2000 : Sur le pont de la Tournelle de Xavier Quentin (court métrage)
- 2000 : À deux doigts d'Étienne Deseure
- 2001 : Le Roman d'Alexandre de Xavier Quentin
- 2001 : À l'arrache de Cédric et Emmanuel Vieira (court métrage)
- 2005 : Les Amants réguliers de Philippe Garrel
- 2006 : Une aventure de Valentine de Guillaume Brac (court métrage Femis)
- 2006 : Marie-Antoinette de Sofia Coppola : la comtesse de Provence
- 2007 : Je crois que je l'aime de Pierre Jolivet : Marina
- 2008 : La Frontière de l'aube de Philippe Garrel : Eve
- 2008 : Hello Goodbye de Graham Guit : Gladys
- 2008 : Un sourire malicieux éclaire son visage de Christelle Lheureux : Elle
- 2011 : Ailleurs c'est ici de Thomas Creveuil (court métrage)
- 2012 : Mains armées de Pierre Jolivet : Nathalie
- 2012 : Lupa de Clémentine Poidatz (court métrage)
- 2013 : Les Yeux Fermés de Jessica Palud : Mina
- 2014 : Les Yeux jaunes des crocodiles de Cécile Telerman : Caroline Vibert
- 2015 : Les soucis de Yacine Badday
- 2016 : Oppression (Shut In) de Farren Blackburn : Lucy
- 2016 : Vendeur de Sylvain Desclous : Karole
- 2018 : Les Goûts et les Couleurs de Myriam Aziza : Géraldine
- 2023 : Les Algues vertes de Pierre Jolivet : Morgan
- 2025 : Reine mère de Manele Labidi : la maitresse

### Télévision
- 2006 : Chat bleu, chat noir de Jean-Louis Lorenzi
- 2007 : Les Enfants d'Orion de Philippe Venault
- 2009 : Les Petits Meurtres d'Agatha Christie (La Maison du péril) d'Éric Woreth : Éléonore
- 2011 : Les Robins des pauvres de Frédéric Tellier
- 2012 : Nicolas Le Floch (Le dîner de gueux) de Nicolas Picard-Dreyfuss
- 2012 : Les Hommes de l'ombre (série) de Frédéric Tellier : Valentine
- 2014 : Profilage (saison 5) (3 épisodes) : Élisa
- 2015 : La Loi d'Alexandre (épisode 3) de Claude-Michel Rome
- 2016, 2018 : Mars [4],[5],[6] : Amélie Durand
- 2019 : Ronde de nuit d'Isabelle Czajka : Anne
- 2021 : Un homme d'honneur de Julius Berg : Karine Santos
- 2021 : Noir comme neige d'Eric Valette : Constance Vivier
- 2023 : Morts au sommet d'Éric Valette : Constance Vivier
- 2023 : Panda de Nicolas Cuche et Jérémy Mainguy : Nadia
- 2023 : César Wagner d'Émilie et Sarah Barbault (épisode 9, « Les liens du sang ») : Ethel Mosbacher
- 2024 : Hors limites d'Éric Valette : Constance Vivier
- 2024 : Parents à perpétuité : Dr Versantes
- 2024 : Une amitié dangereuse d'Alain Tasma : Louise de Conti
- 2025 : L'Œil du diable de Pierre-Louis Pingault : Constance Vivier
- 2025 : 37 Secondes de Laure de Butler : Sandrine Robin

### Clip
- 2010 : Walking on a Line de Pony Pony Run Run

## Théâtre
- 2002 : Vague(s) à l’âme d’après L'Éveil du printemps de Frank Wedekind, mise en scène Jean-Pierre Garnier
- 2004 : Je danse comme Jésus Christ sur le vaste océan d'après Alfred de Musset, mise en scène Catherine Hiegel
- 2004 : Le Chant du cygne 2005 d’Isabelle Garma-Berman, mise en scène Mario Gonzalez
- 2004 : Brecht / Eisler / Weill, mise en scène Julie Brochen et Françoise Rondeleux
- 2012 : Eurydice ou l'Homme de dos de Camille Laurens
- 2012 :  Je ne serai pas au rendez-vous de Ladislas Chollat et Patricia Haute-Pottier, mise en scène Ladislas Chollat
- ?? : Délivrance aux âmes captive de Paul Claudel, mise en scène Jean-Pierre Garnier
- ?? : Psyché de Molière et Corneille, mise en scène Julien Kosellek
- ?? : Soleil pour deux de Pierre Sauvil, mise en scène Patrick Andrieu

## Distinctions
Elle a fait partie du Jury Second Rôle au Festival Jean Carmet en 2009 et du Grand Jury, du Festival du grain à démoudre en 2010.